# Michelangelo: La Dotta Mano
Michelangelo: La Dotta Mano (em tradução literal do italiano, "Michelangelo: a mão sábia") é o livro publicado na atualidade mais caro do mundo. A obra, cuja edição está limitada a 99 exemplares, custa 100 mil euros, sendo que cada exemplar, que pesa 24 quilos, necessita de três a seis meses para ser produzido em virtude do processo artesanal que resgata as técnicas utilizadas na época do Renascimento.
O livro, que trata da vida e obra do célebre artista italiano Michelangelo Buonarroti, reúne 45 gravuras de desenhos e documentos do artista e 83 fotos originais de suas esculturas, tiradas pelo fotógrafo Aurelio Amendola. O texto foi escrito por Giorgio Vasari, contemporâneo e amigo de Michelangelo, famoso por ser o autor de Le Vite de' più Eccellenti Pittori, Scultori e Architettori, uma clássica biografia de famosos artistas italianos.
A capa do livro contém uma réplica em mármore da escultura Madonna della Scala, uma das primeiras obras de Michelangelo, realizada quando ele ainda era um jovem artista. A reprodução da escultura utilizou o mármore do tipo carrara proveniente da mesma pedreira, Il Polvaccio, onde Michelangelo costumava adquirir o material para suas obras. O veludo de seda da capa é produzido em teares antigos, capazes de fabricar apenas oito centímetros de tecido por dia. O papel, em puro algodão de 250 gramas, é confeccionado manualmente, fibra por fibra. A encadernação também é toda feita manualmente e costurada página por página. 
Os exemplares foram publicados pela editora italiana FMR, por ocasião dos 500 anos do início dos trabalhos de Michelangelo nos afrescos da Capela Sistina no Vaticano e tem garantia de 500 anos, uma vez que o papel não contém ácidos nem derivados de cloro, que causam a deterioração do material com o tempo.